# Cimolests
Els cimolests (Cimolesta) són un ordre extint de mamífers. L'ombra del dubte plana sobre la validesa taxonòmica d'aquest grup. Alguns científics situen els pangolins dins l'ordre Cimolesta, però la majoria prefereixen classificar-los dins el seu propi ordre, Pholidota.